# Hérimoncourt
Hérimoncourt település Franciaországban, Doubs megyében. Lakosainak száma 3530 fő (2022. január 1.). Hérimoncourt Abbévillers, Roches-lès-Blamont, Seloncourt, Thulay, Vandoncourt és Meslières községekkel határos.

## Népesség
A település népességének változása:
| Lakosok száma | 3467 | 3508 | 3923 | 3861 | 3626 | 3638 | 3632 | 3662 | 3619 | 3530 |
|               | 1968 | 1982 | 1990 | 2006 | 2013 | 2015 | 2017 | 2019 | 2020 | 2022 |